# 小鰩
小鰩（學名：Raja parva），為軟骨魚綱鰩目鰩科鰩屬的一種，分布於中東大西洋塞內加爾、賴比瑞亞、安哥拉海域，深度可達27公尺，本魚體盤近圓形，寬度為體長的57-60%，長度的1.2倍，上顎前長度為體長的10-13％，鼻內寬度的1.5-1.8 倍；頭腹長為體長的24-26％，吻長為眶間寬的3-3.8倍，眶徑為眶間寬的1.06-0.99倍，第一背鰭高為基長3.4-3.9倍，前尾尾長，從第一背鰭起點至尾尖的長度為第一背鰭基長的3.8-4.7倍、尾鰭長的3.4-3.6倍，腹鰭相對較短，後葉長度為體長的 17-18%，前葉長度為後葉的63-72%，成年個體的鰭足相對較大，約佔體長的24%，與腹鰭內緣相連，成年雄魚頭部前緣兩面均有細齒帶，頸棘2個，尾部有刺3-5排，上顎有38-46排牙齒，背部呈棕色，有微弱的淺色和深色斑點，胸眼斑中等大，有一個深藍灰色斑點，周圍有一圈黑色和黃色的環，其腹面呈白色，吻端及盤緣呈紅黃色，體長可達37.1公分，棲息在沿海海域，為底棲性魚類，肉食性，卵生，生活習性不明。